# 3-하이드록시안트라닐산
3-하이드록시안트라닐산(영어: 3-hydroxyanthranilic acid)은 트립토판의 대사 과정에서의 대사 중간생성물이다. 3-하이드록시안트라닐산은 템페의 메탄올 추출물로부터 분리된 새로운 항산화제이다. 3-하이드록시안트라닐산은 대두유 및 대두 분말의 자동산화를 방지하는데 효과적이지만, 항산화제인 6,7,4'-트라이하이드록시아이소플라폰은 그렇지 않다.

## 화학적 특성
3-하이드록시안트라닐산은 240~265 °C에서 분해되며, 물에는 잘 녹지 않고, 에터, 클로로포름, 알코올에 잘 녹는다.